# ネズ・パース

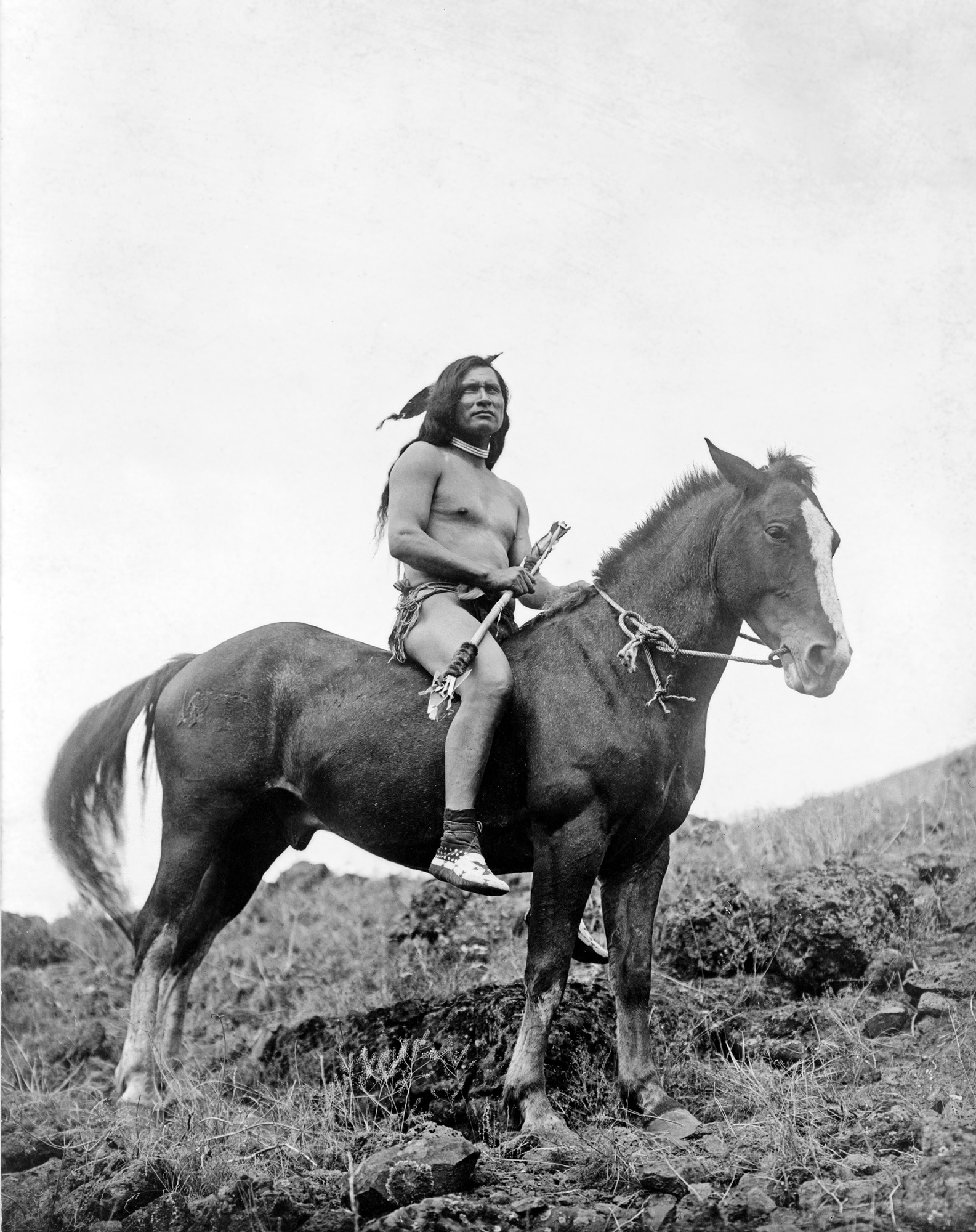
ネズ・パース族の戦士 (1907年)

ネズ・パース族、またはネ・ペルセ族は、アメリカインディアンの一部族である。　彼ら自身はニミプー（nimi'ipuu、nimipu）、またはカムイヌ（Kamu'inu）、チュトペリ（Tsútpeli）とも自称する。
アメリカのアイダホ州を中心に、ワシントン州、オレゴン州北東部、モンタナ州などのロッキー山脈付近のコロンビア高原の高原地帯に定住し、ネ・ペルセ国立歴史公園（Nez Perce National Historical Park） 内に住み、幾つか保留地（Reservation）がある。アイダホ州には北部ネ・ペルセ族と南部ネ・ペルセ族の部族に分かれて約600人が現在でも暮らしている。
ペヌティ大語族系サハプティン語族の言語ネズパース語を話す。

## 文化
- ネズ・パース族は主に狩猟民族で、バッファローやシカなどを狩ったり、鮭を捕獲し、ベリー類などの野生の果物、農業ではトウモロコシなどの野菜を栽培しながら暮らしていた。
- 非常に白人とは友好的な部族で、かつては白人達を他部族から護衛したり、庇護を求めて逃げ込んだ白人を保護した。ネ･ペルセ族は白人と戦争したことは一度も無い。
- 彼らが初めて白人と接触したのは、1805年、ルイスとクラークの探検隊が立ち寄った際である。ルイスは、「今まであったことがないほど気立てが優しく、穏やかで落ち着いた部族である。激情に流されるようなことはめったにない」と書き残している。
- 「ネ・ペルセ」は、フランス人猟師が命名した名前で、フランス語で「穴をあけた鼻」（nez percé ）を意味する。当時、彼らが鼻に貝のピアスをしていたためそう呼ばれた。
- 大きく高地ネ･ペルセと低地ネ･ペルセの二支族に分けられる。
- 馬の飼育に長けた部族として知られており、アパルーサという品種を生み出している。
- ブラックフット族（シクシカ族）とは犬猿の仲だった。

- 狼を崇めたネ・ペルセ族は現在、アイダホ州北部及びモンタナ州の依頼で、すでに野生界では絶滅した狼の自然界復帰計画を進めており、狼を放った森林地帯で、監視などの管理を行っている。（「狼の教育と調査センター＝WERC）
- しかし、牧場主やハンターは狼の駆除の圧力を州と連邦政府に対して強めており、計画の先行きは不透明である。

## 白人との歴史

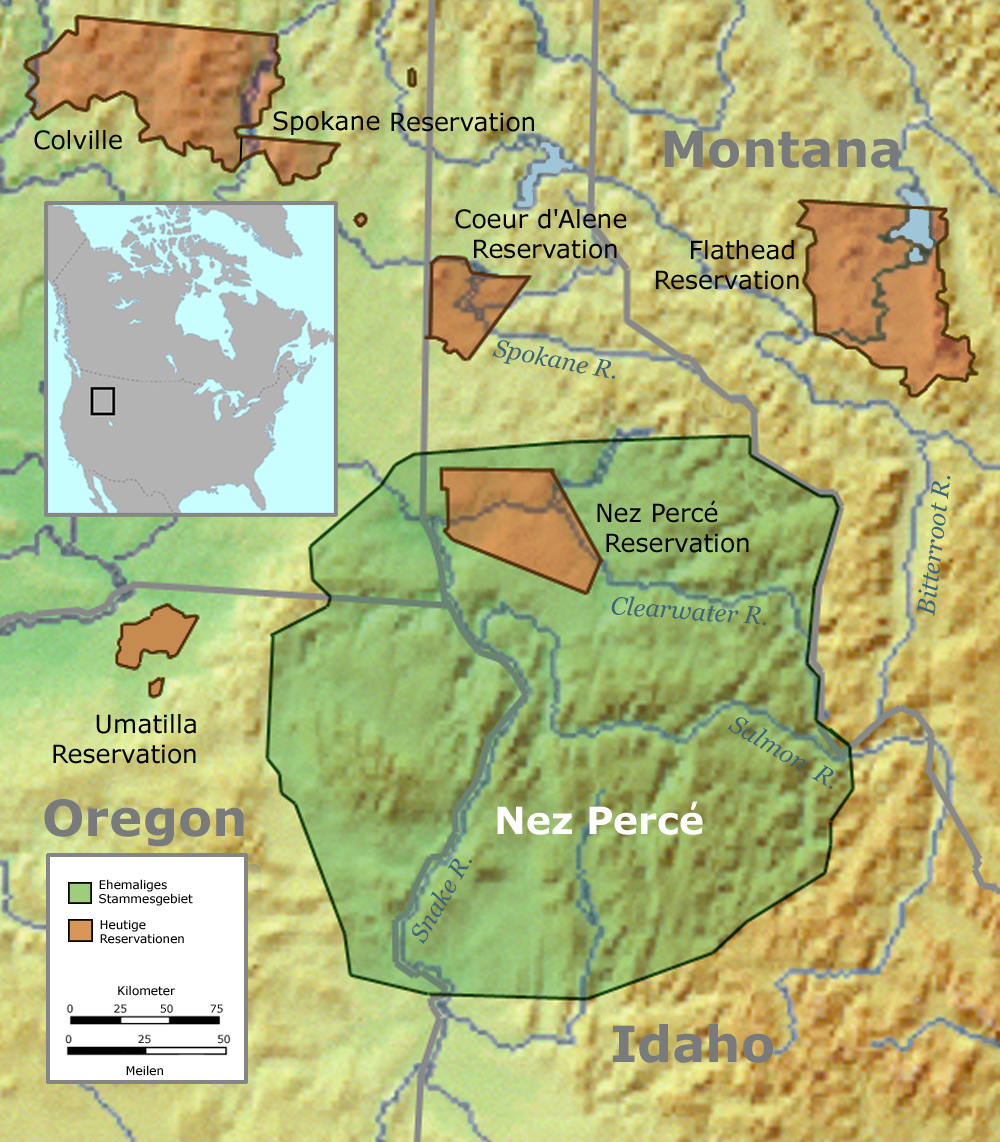
元々のネズ・パース族の領域（緑）と1863年の保留地（茶）

- 1855年、白人はネ･ペルセに保留地に入るよう要求。不公平な条約を結ばされ、保留地に入る。
- 1860年、保留地内で金が見つかり、ゴールドラッシュが起こる。条約を破って白人が侵入。ネ･ペルセは友好的に接し、金が掘りつくされるのを待ったが、金が尽きても白人は居座り、軋轢を生み始める。
- 1863年、白人は2万6千平方キロメートルのネ･ペルセの保留地を没収し、ほぼ1/10の面積の2千6百平方キロメートルに縮小する条約を提示。高地ネ･ペルセはこれを受け入れるが、ジョゼフ酋長（息子）の低地ネ･ペルセ（チュトペリ）は断固これを拒否。やがて呪い師スモーハラの興したドリーマー教に傾斜していった。

## 赤いナポレオン・ジョゼフ酋長とネ・ペルセ族の逃避行
- 1877年、白人から「ジョゼフ」と呼ばれたヒンマラー・トーヤラケット（「山上を鳴り渡る雷」という意味）酋長は、ラプワイのキャンプで部族民の一派が白人を襲撃したのを知り、その報復を恐れて弟オリクートとともに一族を率い、カナダへの108日間、2700キロに及ぶ絶望的な逃避行を企てた。この逃避行における、彼の勇気と知略に富んだ指導力から、白人達は彼を「赤いナポレオン」と呼ぶようになった。
- 結果的にジョゼフたち149人は捕らえられ、ワシントン州コルビルの保留地に幽閉された。彼は死ぬまでアイダホへの帰郷を懇願したが、白人はこれを許さなかった。
- 「私は、インディアンに一ヶ所に留まれと命令する権利を、一体誰が持っているのかと白人の酋長達に聞いた。だが、誰もそれに答えられなかった」とジョゼフ酋長は言葉を残している。
- 彼は故郷に戻ることなく死去し、白人の医師はカルテに、彼の死因を「傷心による死」と書いた。